# 梅芙

梅芙

梅芙（古愛爾蘭拼音：[mɛðv]；中古愛爾蘭語:  或 ；現代早期愛爾蘭語：、[mɛɣv]；現代愛爾蘭語： [mʲeːv]、 或 ；有時會使用盎格魯化的、  或 ），愛爾蘭神話阿爾斯特傳說中的康諾特女王。在傳說中，她有好幾任丈夫，最後一任的丈夫是艾利爾‧麥‧馬塔，其夫均為康諾特省國王。她統治著克魯亨山（現羅斯康門郡）。她既是阿爾斯特王康納爾‧馬克‧內薩的前妻也是他的敵人。在古代爱尔兰史诗《夺牛长征记》载，她领兵攻打阿爾斯特（今北爱尔兰）军队，在战争中其他女神运用法术，而梅芙则手持兵器亲临战阵。

## 婚姻與崛起
於博因戰役中記載，梅芙的父親－－愛爾蘭最高國王奧處‧費德理希將她嫁給了阿爾斯特王康納爾‧馬克‧內薩，因為在決鬥中，康納爾殺了前愛爾蘭最高國王－－Fachtna Fáthach。
梅芙和康納爾有一名兒子－－，儘管如此，這段婚姻最終以失敗收場，最後梅芙離開了他。奧處本來打算讓娶自己另一名女兒－－Eithne（另一名為克蘿絲（Clothru） ）。梅芙趁 Eithne 懷孕時謀殺她，使她兒子－－
弗德貝爾不得不以剖腹產的方式生下來。
奧處廢黜康諾特當時的國王－－Tinni mac Conri，而將Tinni 原本的土地拿來安置梅芙。但後來梅芙和Tinni 成為戀人，Tinni 也因而取回王座。
在塔拉山上的一場會議之後，康納爾強姦梅芙，從而導致最高王和阿爾斯特之間的戰爭。戰中因為來自Fir Domnann的Eochaid Dála的阻撓，Tinni 隻身挑戰康納爾卻失敗。戰後，Eochaid Dála成為了梅芙新任丈夫。婚後，梅芙又和自己的侍衛－－艾利爾發生戀情。被 Eochaid 發現後，Eochaid 向艾利爾挑起決鬥，然而輸了。也因此，艾利爾和梅芙結婚成為康諾特國王。

## 對丈夫的要求
梅芙要求丈夫必須「毫不畏懼」、「不卑鄙」、「不能嫉妒」。對於梅芙，最後一點尤為重要。此外，這條件也是當時成為王者的三條件
艾利爾就曾出於妒忌而殺了梅芙的情人——弗格斯，梅芙便趁阿爾斯特英雄——柯諾爾‧凱爾納哈投靠自己時，煽動柯諾爾殺死丈夫。

## 子嗣
梅芙與艾利爾共有 7 個兒子，他們通稱為。他們各自都有別名。
梅芙曾向一名德魯伊詢問她哪一名兒子會殺死康納爾，對方回答。由於梅芙沒有一名兒子叫做，所以她為7個兒子分別賜予新名字：
| 原名 | 新名字 | 含意         |
| ---- | ------ | ------------ |
|      |        | 如同他的父親 |
|      |        | 如同他的母親 |
|      |        | 迅速         |
|      |        | 寂靜         |
|      |        | 偉大的義務   |
|      |        | 甜言蜜語     |
|      |        | 不可名狀     |

德魯伊的預言在要去刺殺、的後裔——康納爾（而非梅芙所認為的的後裔康納爾）時得以應驗。
梅芙和艾利爾另外還有一名女兒——芬達貝爾，其丈夫為 Fráech 。

## 奪牛長征記
《奪牛長征記》，又名《庫利牛長征記》。是梅芙於庫利所發起長征故事。
有一次梅芙與和艾利爾相互比較財產，本來以為雙方平分秋色，結果最後發現艾利爾擁有一頭強壯公牛芬比納赫而險勝。梅芙不甘心，當時唯一能與芬比納赫相匹的只有諸侯戴里的牛－－唐‧庫利，於是梅芙打算向戴里借牛。梅芙以以財富、土地、性關係作為交易，打算使戴里答應，但梅芙的一名使者在酒醉後透漏出若戴里拒絕，梅芙會不惜以武力取牛。戴里知道後立刻撤銷協議，梅芙也因此向其宣戰。
她的軍隊由來自全國各地的愛爾蘭分遣隊組成。其中之一是康納爾斷絕關係的兒子Cormac 和其養父 弗格斯‧馬克‧羅伊 等阿爾斯特流亡人士率領。弗格斯曾是梅芙的情人，據說梅芙得花七名男子才能滿足，但是弗格斯一個人就能滿足她。
阿爾斯特人民曾受到神的詛咒，所以唯一能抵擋大軍的只有青年英雄庫胡林。梅芙和艾利爾宣告誰能擊倒庫胡林就讓女兒芬達貝爾以身相許，但每一名勇士均被庫胡林擊敗。儘管如此，梅芙最終還是取得公牛，但也不得不在最後的戰鬥中撤退。
唐‧庫利被擄回克魯亨山，在那唐‧庫利又和芬比納赫激烈爭鬥，並殺死了芬比納赫，而激烈的爭鬥下，唐‧庫利也傷重而亡。

## 晚年
在艾利爾與梅芙的晚年， 康納爾 死後，阿爾斯特英雄柯諾爾‧凱爾納哈 由於染上痲瘋病，而艾利爾與梅芙又是最適合照顧他的人，於是搬到他們附近成為鄰居。
由於艾利爾會去外面尋找女人，梅芙就請求柯諾爾監視艾利爾。在艾利爾犯案當下，梅芙煽動柯諾爾殺死丈夫，因為很久之前艾利爾發現妻子與弗格斯有染，出於忌妒， 艾利爾殺了弗格斯，所以柯諾爾很樂意替弗格斯報仇。只是垂死的艾利爾立馬派人追趕柯諾爾，雖然柯诺尔試圖逃跑但還是遭到殺害。

## 死亡
梅芙晚年時常去诺克罗赫里旁的奎克島的池中洗澡。
弗德貝爾為了替母親報仇，量好池子與岸邊的距離、不斷練習投石索。在一次機緣下，成功以一塊起司將洗澡中的梅芙砸死。梅芙駕崩後，其王位由其子 Maine Athramail 繼承。

## 墳墓
梅芙被埋葬的地點有兩種說法：
1. 在斯萊戈郡Knocknarea（英语：Knocknarea）中，有個高40英尺（約12公尺）的石標（英语：cairn）。據傳，梅芙被葬於此處，並且其遺體面向阿爾斯特的敵人們
2. 梅芙的故鄉——羅斯康芒郡Rathcroghan（英语：Rathcroghan），有一塊放置平板石頭的土地被稱之為，亦被認為是最有可能的位置

## 流行文化中的梅芙
- Fate/Grand Order

以「Rider」的職階登場，寶具為「我心愛的鋼鐵戰車（Chariot My Love）」。
- 神界のヴァルキリー

以水屬性、稀有度 R 的卡片登場
- 乖离性百万亚瑟王

以「公主」身分登場
- 哈利波特

在遊戲《神秘的魔法石》中，作為 Queen Maeve 的巧克力蛙卡片登場